# بنیامین ساهاکیان
بنیامین یگوری ساهاکیان (ارمنی: Բենիամին Եգորի Սահակյան؛ زادهٔ ۵ مهٔ ۱۸۸۶ - درگذشته ۲۲ ژانویهٔ ۱۹۳۴) یک سیاستمدار اهل ارمنستان که از تاریخ ۲۶ آوریل ۱۹۲۱ تا تاریخ ۲۶ مه ۱۹۲۱ سمت شهردار ایروان را برعهده داشت.

## زندگی‌نامه
در ۵ مهٔ ۱۸۸۶ در جلال‌اوغلی به دنیا آمد و از مدرسه نرسیسیان و دانشگاه دولتی مسکو فارغ‌التحصیل شد.  وی در ۲۲ ژانویهٔ ۱۹۳۴ در سن ۴۷ سالگی در تفلیس درگذشت.